# Alto Vinalopó
Alto Vinalopó (em valenciano: Alt Vinalopó) é uma comarca da Comunidade Valenciana, na Espanha. Está localizada na província de Alicante, e sua capital é o município de Vilhena. Limita com as comarcas de Alcoià, Costera, Vall d'Albaida e Vinalopó Mitjà.

## Municípios
| Município      | População | Superfície | Densidade |
| -------------- | --------- | ---------- | --------- |
| Vilhena        | 34.361    | 345,37     | 99,49     |
| Sax            | 9.696     | 63,48      | 152,74    |
| Biar           | 3.657     | 98,17      | 37,25     |
| Benejama       | 1.746     | 34,89      | 50,04     |
| Salinas        | 1.597     | 61,71      | 25,88     |
| Cañada         | 1.229     | 19,32      | 63,61     |
| Campo de Mirra | 445       | 21,82      | 20,39     |